# WinMX

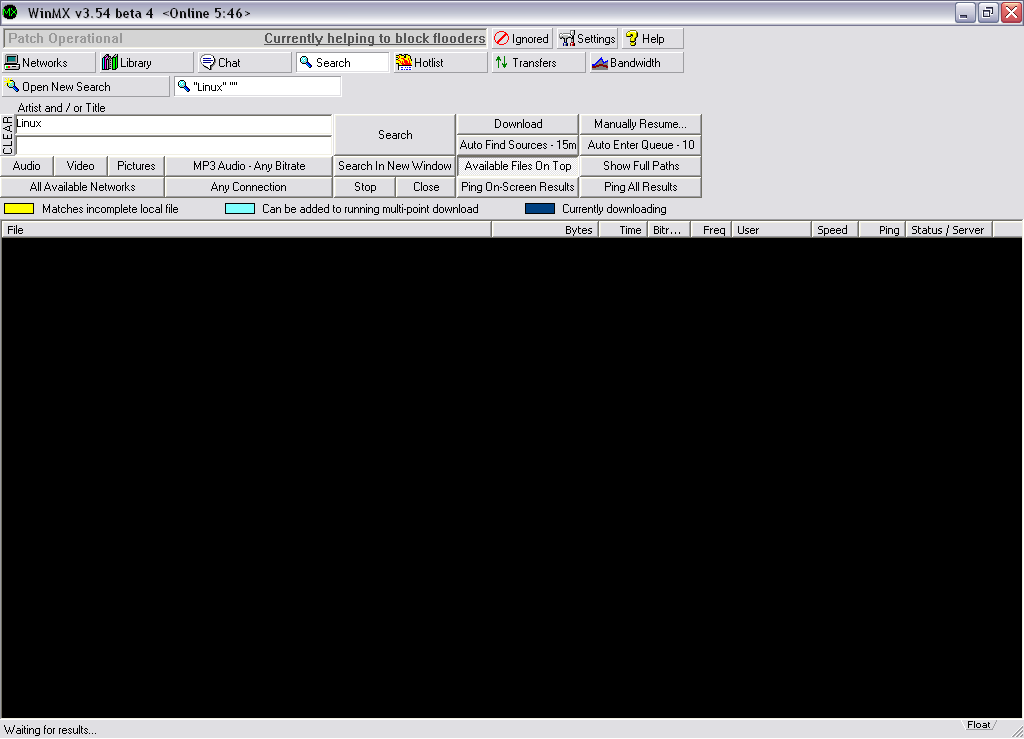
WinMX 3.54

WinMX é um programa de P2P baseado no Napster e Kazaa.